# Бронко Били
Бронко Били (енгл. Bronco Billy) је филм из 1980. године који је режирао Клинт Иствуд. Главне улоге играју: Клинт Иствуд, Сондра Лок и Џефри Луис.

## Радња
Страствени стрелац и окретни јахач Бронко Били власник је циркуске представе у стилу „Дивљег запада“. Живот се према јунаку понаша нељубазно, и он једва саставља крај с крајем. Али овде упознаје наследницу огромног богатства, која је случајно остала без новца, ствари и докумената. Упркос чињеници да ова девојка не може да пуца везаних очију и да добро јаше, она успева да грациозно уврне срце Бронкоа Билија.

## Улоге
| Глумац          | Улога                 |
| --------------- | --------------------- |
| Клинт Иствуд    | Бронко Бил Макој      |
| Сондра Лок      | Антоанет Лили         |
| Џефри Луис      | Џон Арлингтон         |
| Скатман Крадерс | Док Линч              |
| Бил Макини      | Лефти Лебау           |
| Сем Ботомс      | Леонард Џејмс         |
| Ден Вејдис      | поглавица Велики Орао |

## Зарада
- Зарада у САД - 24.265.659 $